# Exechia lundstroemi
Exechia lundstroemi är en tvåvingeart som beskrevs av Landrock 1923. Exechia lundstroemi ingår i släktet Exechia och familjen svampmyggor. Arten är reproducerande i Sverige. Inga underarter finns listade i Catalogue of Life.